# Świt Polski
Świt Polski – organ prasowy Okręgu Nowogródek Armii Krajowej ukazujący się w latach 1942–1944.
Pierwszy numer ukazał się 11 listopada 1942, powielony na szapirografie. Od listopada 1942 do listopada 1943 r. pismo ukazywało się jako tygodnik, w nakładzie 200-300 egz. Odbijane było na powielaczu. Od grudnia wydawane było drukiem (Okręg otrzymał od Komendy Głównej drukarnię). Jego nakład wzrósł do 5000 (w kwietniu), a nawet 7000 egz. (w czerwcu 1944 r.).
W czerwcu 1944 Świt Polski został zawieszony przez Aleksandra Krzyżanowskiego, Komendanta Okręgu Wilno, któremu podporządkowano Okręg Nowogródek, po publikacji artykułu krytykującego Winstona Churchilla za jego stanowisko w sprawie wschodnich terenów Rzeczypospolitej (autorstwa Stanisława Wawrzyńczyka). Wznowiono go po zajęciu Nowogródczyzny przez Armię Czerwoną, ukazywał się wówczas odbijany na powielaczu.

## Redaktorzy
- Stanisław Wawrzyńczyk (ps. Ligenza) – szef BIP-u Okręgu (do lipca 1944),
- Czesław Zgorzelski (ps. Leon, Rafał, Zbigniew) – zastępca, a następnie szef BIP-u Okręgu (do września 1944),
- Jerzy Wroński (ps. Stopa) – szef BIP-u Okręgu (do stycznia 1945 r.)